# 1229
1229 (MCCXXIX) a fost un an obișnuit al calendarului iulian.

## Evenimente
- 18 februarie: Împăratul Frederic al II-lea, în cadrul Cruciadei a șasea, semnează la Jaffa un tratat cu sultanul Al-Malik al-Kamil, prin care primește Ierusalimul, Nazarethul și Bethleemul.
- 18 martie: Frederic al II-lea se încoronează ca rege al Ierusalimului.
- 9 aprilie: Tratatul de la Rieti: Jean de Brienne acceptă propunerea papei Grigore al IX-lea de a deveni regent al Imperiului latin de Constantinopol, pe timpul minoratului împăratului Balduin al II-lea.
- 12 aprilie: Tratatul de la Meaux dintre regele Ludovic al IX-lea al Franței și contele Raymond de Toulouse: cea mai mare parte a provinciei Languedoc revine regelui.
- 23 aprilie: Cáceres, în Extremadura, este cucerit de regele Alfons al IX-lea al Leonului.
- 10 iunie: Frederic al II-lea de Hohenstaufen revine în Europa, debarcând la Brindisi; el reocupă locurile cucerite anterior de Jean de Brienne, în numele papei Grigore al IX-lea.
- 12 septembrie: Armata regelui Iacob al II-lea al Aragonului debarcă la Santa Ponça, în insula Majorca; confruntarea de la Portopi, unde maurii sunt înfrânți.
- 9 noiembrie: Ramon Berenguer al IV-lea, conte de Provence, ocupă Nisa.

### Nedatate
- martie: În absența lui Frederic al II-lea, papa Grigore al IX-lea invadează Apulia.
- iunie: Sultanul Al-Malik al-Kamil cucerește Damascul de la nepotul său.
- septembrie: Ogödeï, noul han al mongolilor, se proclamă și împărat al Chinei, sub numele de Taizong.
- Întemeierea orașului Turku, în Finlanda.

## Arte, Știință, Literatură și Filosofie
- martie: Grevă la Universitatea din Paris.
- noiembrie: Fondarea Universității din Toulouse, în Franța.

## Nașteri
- 13 aprilie: Ludovic al II-lea de Bavaria (d. 1294)

## Decese
- 13 martie: Pietro Ziani, doge al Veneției (n. ?)
- 12 august: Yakut al-Hamawi, biograf și geograf arab (n. 1179)

## Înscăunări
- septembrie: Ogödeï, fiul lui Genghis-han, împărat al mongolilor (1229-1241).